# Hamza Touba
Hamza Touba (* 6. November 1991 in Neuss) ist ein deutscher Boxer im Fliegengewicht.

## Erfolge
Er wurde 2009 Deutscher Jugendmeister, sowie 2010, 2011, 2012, 2013, 2014 und 2017 Deutscher Meister. 2007 gewann er die Silbermedaille bei den EU-Meisterschaften der Kadetten in Italien, als er erst im Finale knapp gegen Martin Ward (22:23) ausschied. Zudem erreichte er einen fünften Platz bei den Jugend-Europameisterschaften 2009 in Polen.
Bei den Weltmeisterschaften 2011 in Baku unterlag er in der dritten Turnierrunde gegen Kaew Pongprayoon. 2012 gewann er eine Bronzemedaille bei den U22-Europameisterschaften in Russland, als er im Halbfinale gegen Salman Əlizadə ausschied. Diesen besiegte er jedoch im Achtelfinale bei der Europäischen Olympiaqualifikation 2012 in Trabzon, schied aber dann im Viertelfinale gegen Ferhat Pehlivan aus.
Bei den Weltmeisterschaften 2013 in Almaty gelang ihm ein Sieg gegen Julião Neto, ehe er im nächsten Kampf gegen Jasurbek Latipov unterlag. Bei den Europaspielen 2015 in Baku besiegte er die Starter aus der Ukraine und Russland, ehe er im Halbfinale gegen Elvin Məmişzadə aus Aserbaidschan verlor und eine Bronzemedaille erhielt. Bei den Weltmeisterschaften 2015 in Doha schlug er in der Vorrunde Asat Usenalijew aus Kirgisistan, schied aber dann im Achtelfinale gegen Elvin Məmişzadə aus.
Im November 2015 gewann er das Tammer-Turnier in Finnland. Bei der europäischen Olympiaqualifikation im April 2016 in Samsun unterlag er im Achtelfinale gegen Brendan Irvine. Bei der weltweiten Olympiaqualifikation im Juni 2016 in Baku, verlor er im ersten Kampf gegen Kim In-kyu aus Südkorea. Bei der Olympiaqualifikation der WSB/APB im Juli 2016 in Venezuela besiegte er dann Hermogenes Castillo aus Nicaragua und Ceiber Ávila aus Kolumbien, womit er doch noch einen Startplatz für die Olympischen Spiele 2016 in Rio de Janeiro erhielt. Bei Olympia verlor er jedoch im ersten Kampf gegen den Franzosen Elie Konki (0:3).
Bei den Weltmeisterschaften 2017 in Hamburg verlor er im ersten Kampf gegen den Spanier Gabriel Escobar. Bei den Europaspielen 2019 in Minsk verlor er gegen Daniel Assenow.
Seit 2013 boxt er auch in der World Series of Boxing (WSB) und besiegte dabei unter anderem auch Jeyvier Cintrón.

## Weiteres
Hamza Touba ist mit der Boxerin Pinar Touba verheiratet.